# جاك (بطل)

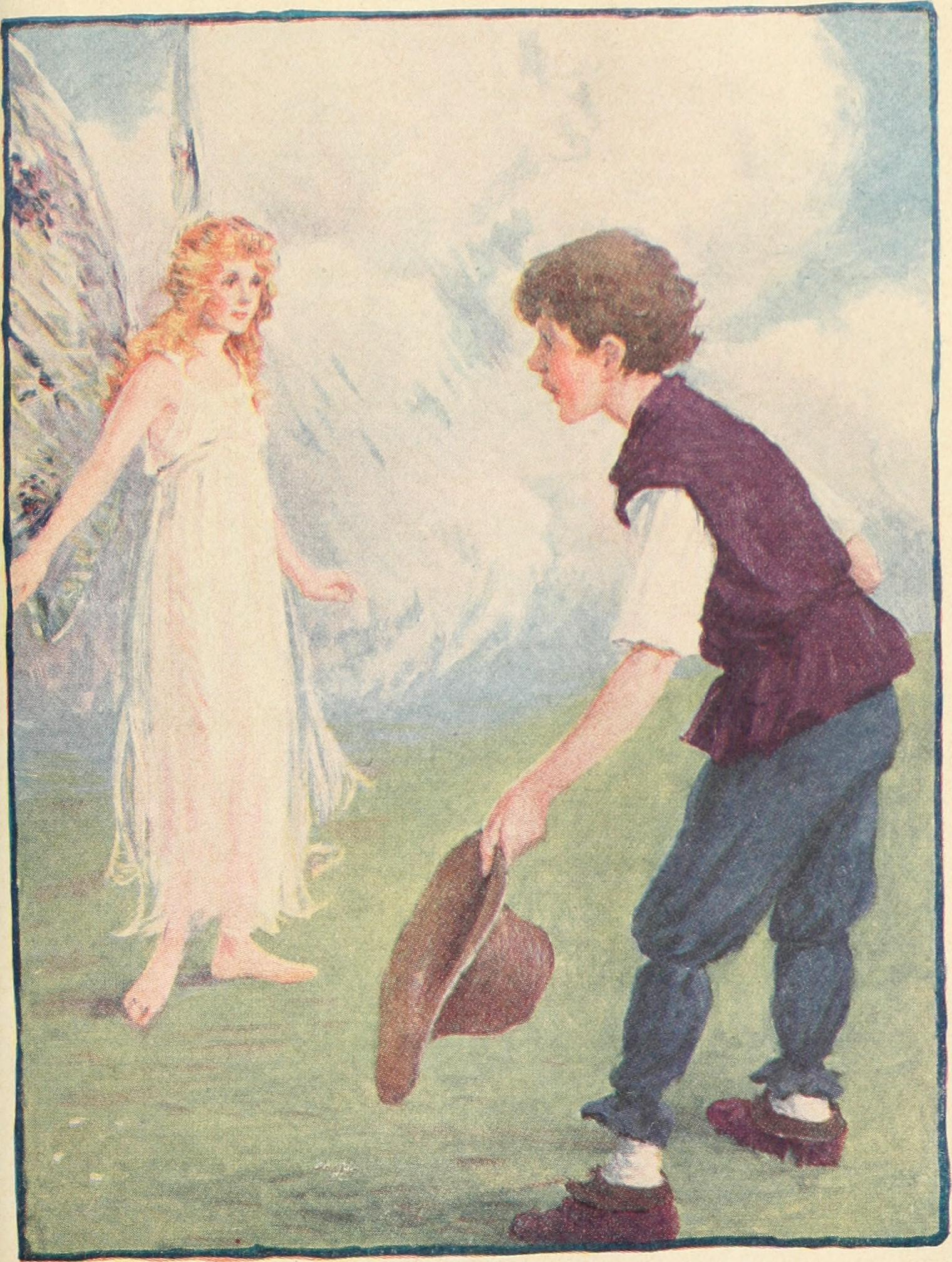
جاك يلتقي جنية في جاك وشجرة الفاصولياء

جاك هو بطل إنجليزي ذو أصل كورنيوني بدائي وشخصية خيالية تظهر في الأساطير والحكايات وأساجيع الأطفال، يصوَّر عادةً باعتباره شاب بالغ. وغالبًا ما يتم تصوير جاك على أنه كسول أو أحمق، ولكن من خلال استخدام الذكاء والحيل، يظهر عادةً منتصرًا. بهذه الطريقة، قد يشبه المحتال.
من أشهر حكايات جاك هي «جاك وشجرة الفاصولياء»، «تجمد جاك»، «جاك القاتل العملاق»، «قرون جاك الصغيرة» و «هذا هو البيت الذي بناه جاك». قد تكون شخصيات جاك في هذه الرويات غير مُتطابقة في الضرورة، إلا أن المفاهيم مرتبطة ببعضها البعض ويمكن تبديلها في بعض الحالات. يرتبط مفهوم «جاك» ارتباطًا وثيقًا وأحيانًا مطابقًا للبطل الإنجليزي جون. كما أنه يتوافق مع هانز الألمانية (أو هانسل) وإيفان الروسي.
«حكايات جاك» تحظى أيضًا بشعبية في الفولكلور الأبلاشي. جمع ريتشارد تشيس، عالم الفولكلور الأمريكي، في كتابه «حكايات جاك» العديد من قصص جاك الشعبية.. يُعتقد أن كوتليف هارمون وهو جد كونكيل هارمون، هو الشخص الذي جلب قصص جاك في الأصل إلى أمريكا. كما أوضح الكاتب الفولكلوري هربرت هالبرت، فإن حكايات جاك هي تقليد شفهي على عكس ما هو مكتوب، ومثل العديد من أهل أبالاشيان، تعود إلى المصادر في إنجلترا.

## قراءات مُقترحة
- ويليام برنارد مكارثي، شيريل أكسفورد وجوزيف دانييل سوبول، جاك في عالمين: حكايات أمريكا الشمالية المعاصرة وأصحابها ، مطبعة جامعة نورث كارولينا (1994)، (ردمك 978-0-8078-2135-0) ISBN   978-0-8078-2135-0
- جوليا تايلور إبل، أورفيل هيكس: ماونتين ستوريز، ماونتين رووتس ، باركواي للنشر (2005)، (ردمك 978-1-933251-02-8)
- دنكان ويليامسون، لا تنظر إلى الوراء، جاك !: حكايات المسافر الاسكتلندية ، كتب كانونغيت (1990) (ردمك 978-0-862413-09-5)

## روابط خارجية
- "The Folklore Tradition of Jack Tales". The Center for Children's Books. Graduate School of Library and Information Science University of Illinois at Urbana-Champaign. 15 يناير 2004. مؤرشف من الأصل في 2014-04-10. اطلع عليه بتاريخ 2014-06-11.
- قائمة حكايات جاك في ferrum.edu
- حكايات جاك في ibiblio.org
- تسجيل صوتي لحكاية جاك التقليدية (التنسيقات القابلة للتحميل والتنزيلات)